# Roberto Toscano
Roberto Toscano (Parma, 3 ottobre 1943) è un diplomatico e scrittore italiano.

## Biografia

### Formazione
Ha una laurea in giurisprudenza presso l'Università degli Studi di Parma e un MA presso la "School of Advanced International Studies" della Johns Hopkins University, che ha frequentato come borsista Fullbright. Tra il 1987 e il 1988 è stato Fellow presso il "Center for International Affairs" dell'Università di Harvard.

### Carriera diplomatica
Roberto Toscano è stato Ambasciatore d'Italia in India dal 2008 al 2010, dopo essere stato per cinque anni, dal 2003 al 2008, Ambasciatore d'Italia in Iran. Dal 1999 al 2003 è stato Capo dell'Unità di Analisi e Programmazione del Ministero degli affari esteri italiano e ha presieduto il "Development Assistance Committee network on conflict, peace, and development co-operation" dell'OCSE. In precedenza ha prestato servizio, come diplomatico di carriera, in Cile (nel 1973 al tempo del Colpo di Stato di Pinochet), URSS, Spagna, Stati Uniti e alla Rappresentanza Permanente d'Italia presso le Nazioni Unite a Ginevra.
Insieme a Piero De Masi è tra i principali intervistati nel film documentario Santiago, Italia, realizzato da Nanni Moretti nel 2018 sulle vicende dell'Ambasciata d'Italia a Santiago del Cile, visto il ruolo centrale svolto dai due diplomatici per dare rifugio a centinaia di oppositori di Augusto Pinochet, consentendo poi loro di arrivare in Italia. Furono circa 600 i cileni che trovarono rifugio nell’Ambasciata nel periodo che va dal’11 settembre 1973 alla fine del 1974.

### Attività Accademica
Dal 2000 al 2003 è stato visiting professor di relazioni internazionali presso il Dipartimento di Scienze Politiche dell'Università LUISS di Roma. Ha insegnato anche all'Università di Pisa. Dal 2007, anno della sua nascita, è Presidente della Fondazione Intercultura onlus
. Nel 2011 ha trascorso un semestre al Woodrow Wilson International Center for Scholars di Washington per una ricerca su Iran e democrazia. Ha fatto parte del Comitato scientifico dell'Associazione Reset-Dialogues on Civilizations dedicata a promuovere il dialogo tra culture diverse.

### Attività pubblicistica
È autore di libri e articoli (in materia di diritti umani, mantenimento della pace, prevenzione dei conflitti, etica e relazioni internazionali), pubblicati in Italia, Stati Uniti, Francia, Spagna e India. In italiano ha pubblicato Il volto del Nemico. La sfida dell'etica nelle relazioni internazionali (Guerini Editore, 2000) e La violenza, le regole (Einaudi, 2006). Questi due libri, così come molte delle sue pubblicazioni, sono dedicate ad un approfondimento degli aspetti etici delle relazioni internazionali e i legami con il diritto internazionale. Dal 2013 al 2017 ha collaborato come editorialista con il quotidiano La Stampa e dal 2017 al 2019 con il quotidiano La Repubblica.

## Opere
- Roberto Toscano, Soviet Human Rights Policy and Perestroika, Cambridge, MA, University Press of America, 1989, ISBN 0819174084.
- Il volto del nemico. La sfida dell'etica nelle relazioni internazionali, Guerini e Associati, Milano, 2000, pp. 175 ISBN 88-8335-107-X.
- La violenza, le regole, Einaudi, Torino, 2006, pp. 116 ISBN 88-06-18228-5
- Between terrorism and global governance: essays on ethics, violence and international law, Har-Anand Publications, New Delhi, 2009.
- Roberto Toscano e Ramin Jahanbegloo, Beyond Violence. Principles for an Open Century, New Delhi, Har-Anand Publications PVT, 2009.